# Rivière à la Truite (Grande rivière Noire)
Pour les articles homonymes, voir La Truite.
La Rivière à la Truite est un affluent de la Grande rivière Noire (fleuve Saint-Jean), traversant les municipalités de Sainte-Félicité (L'Islet) et de Saint-Pamphile, dans L'Islet (municipalité régionale de comté), dans la région administrative de Chaudière-Appalaches, au Sud du Québec, au Canada.
La partie supérieure du sous-bassin versant de la « Rivière à la Truite » est accessible par la route 216 ; les autres parties, par le chemin du rang Saint-Camille, la route Rosario et le chemin du rang des Moreau.

## Hydrographie
La « Rivière à la Truite » prend sa source le long de la route 216 (du côté Nord), dans le canton de Garneau dans la partie Nord-Est de la municipalité de Sainte-Félicité (L'Islet). Cette source est située à :
- 3,6 km au Nord-Est du centre du village de Sainte-Félicité (L'Islet) ;
- 10,7 km au Nord-Ouest du centre du village de Saint-Pamphile ;
- 7,7 km au Sud du centre du village de Sainte-Perpétue (L'Islet) ;
- 12,9 km au Nord-Ouest de la frontière canado-américaine ;
- 36,9 km au Sud-Est du littoral Sud-Est du fleuve Saint-Laurent.

À partir de sa source, la « Rivière à la Truite » coule sur 10,3 km au Québec, selon les segments suivants :
- 0,8 km vers le Sud-Ouest dans Sainte-Félicité (L'Islet) en longeant le côté Nord de la route Principale (route 216) qu’elle vient couper à 2,8 km au Nord-Est du centre du village ;
- 1,6 km vers le Sud-Est, jusqu'à la limite du canton de Casgrain ;
- 1,7 km vers le Sud-Est dans le canton de Casgrain, jusqu'au chemin du rang Saint-Camille ;
- 2,1 km vers le Sud-Est, jusqu'à la limite de Saint-Pamphile ;
- 1,8 km vers le Sud-Est, jusqu'au chemin du rang des Moreau ;
- 2,3 km vers le Sud-Est, jusqu’à la confluence de la rivière[1].

La Rivière à la Truite se déverse dans un coude de rivière sur la rive Nord de la Grande rivière Noire (fleuve Saint-Jean) dans le canton de Casgrain dans Saint-Pamphile. Cette confluence est située à :
- 8,4 km au Sud-Est du centre du village de Sainte-Félicité (L'Islet) ;
- 6,9 km au Sud-Ouest du centre du village de Saint-Pamphile ;
- 4,9 km au Nord-Ouest de la frontière canado-américaine (Québec-Maine).

À partir de la confluence de la « Rivière à la Truite », la Grande rivière Noire (fleuve Saint-Jean) coule vers le Sud-Est et vers l’Est jusqu’à la rive Ouest du fleuve Saint-Jean. Ce dernier coule vers l'Est et le Nord-Est en traversant le Maine, puis vers l'Est et le Sud-Est en traversant le Nouveau-Brunswick. Finalement le courant se déverse sur la rive Nord de la Baie de Fundy laquelle s’ouvre vers le Sud-Ouest sur l’Océan Atlantique.

## Toponymie
Le toponyme "Rivière à la Truite" a été officialisé le 5 décembre 1968 à la Commission de toponymie du Québec.